# Marcello Morace
Marcello Morace (Crotone, 30 novembre 1935 – Roma, 9 gennaio 1986) è stato un giornalista italiano.

## Biografia
Al TG1 della RAI, di cui fu conduttore dal 1976 al 1983 (edizione delle 13:30), si occupava in particolare di problemi medico-sanitari.
Professionista dal 1964, Morace, prima di passare al TG1, aveva lavorato a lungo al giornale radio in particolare nella sezione "speciali" – approfondimenti sulle notizie, documentari, interviste, inchieste, dibattiti – di cui era stato uno dei protagonisti sin dalla nascita del genere negli anni settanta.
Tra gli speciali più significativi si ricordano l'intervista a Herbert Kappler e lo speciale del 1982 sulla situazione italiana dei malati di mente.